# ماورو ماركوناتو
ماورو ماركوناتو (بالإسبانية: Mauro Marconato)‏ هو لاعب كرة قدم أرجنتيني في مركز الهجوم، ولد في 30 مايو 1996 في روساريو في الأرجنتين. لعب مع أتلتيكو باتروناتو.

## وصلات خارجية
- ماورو ماركوناتو على موقع قاعدة بيانات كرة القدم.إي يو (الإنجليزية)
- ماورو ماركوناتو على موقع Soccerway.com (الإنجليزية)